# Leon Juřica
Leon Juřica (2. května 1935 Orlová – 31. srpna 2014, tamtéž) byl český hudební skladatel a pedagog.

## Život
Po maturitě na gymnáziu v Orlové začal studovat na lékařské fakultě Univerzity Palackého v Olomouci. Již v té době se intenzivně věnoval hudbě, hrával ve studentských souborech na housle a na violu. V roce 1956 byl jeho otec obviněn z protistátního spiknutí a Leon byl ze studia vyloučen. V letech 1960–1962 vykonával prezenční vojenskou službu v Pardubicích. Pak pracoval jako dělník v ostravské koksovně a v Kovodružstvu Rychvald.
V roce 1963 se stal na základě konkurzu hudebním archivářem Československého rozhlasu v Ostravě. Archiv vedl až do roku 1975. Vedle toho v letech 1966–1972 dálkově studoval hudební vědu na Filozofické fakultě Masarykovy univerzity v Brně.
Nejprve externě a posléze jako řádný profesor, vyučoval hudební teorii na Janáčkově konzervatoři v Ostravě (1975–1997), po odchodu do důchodu na ostravské Lidové konzervatoři a ostravské univerzitě. Na posledně jmenované škole přednášel muzikoterapii a byl v tomto oboru citován v odborné literatuře.
Po roce 1989 se stal členem Asociace hudebních umělců a od roku 1998 byl předsedou její ostravské pobočky. V roce 1992 vykonal rigorózní zkoušku na Masarykově univerzitě v Brně a získal titul PhDr.
Operou Žáby, která trvá 2:08,3 minuty, se zapsal do Guinnessovy knihy rekordů jako skladatel nejkratší známé opery. K provedení mikroopery došlo 20. září 2001 v sále minoritského kláštera v Opavě.
Jako dlouholetý petřvaldský občan byl v roce 2005 radou města oceněn pamětním listem za celoživotní přínos v oblasti kultury a umění.
Jeho skladby byly hrány nejen doma, ale na Slovensku, v Polsku, Německu a Rakousku. Jeho jméno je citováno v anglickém, americkém a švýcarském slovníku WHO is WHO.
Zemřel v neděli 31. srpna 2014 v rodné Orlové u Ostravy.

## Dílo (výběr)

### Instrumentální skladby
- Tragikomická předehra pro dechový orchestr,
- Jak šlo vejce na vandr, dětský balet
- Ctnosti a nectnosti pro klarinet a klavír
- Smutky pro violu a klavír
- Tartatos, Cyklus pro sólovou violu
- Fénix, symfonický obraz
- Sv. Vojtěch, kantáta
- Orlová 1925, kantáta

### Vokální skladby
- Přátelé boží
- Šest dětských sborů
- Písně rozvodové
- Dva žalmy
- Sv. Vojtěch

### Opery
- Uhranutí
- Sv. Anežka
- Král Ječmínek
- Šípková Růženka
- Princezna na hrášku
- Lev liška a jelen
- Žáby